# Распопов, Александр Павлович
Александр Павлович Распопов — советский хозяйственный, государственный и политический деятель.

## Биография
Родился в 1926 году в Невинномысске. Член КПСС.
Участник Великой Отечественной войны
В 1970—1983 — первый секретарь Кисловодского горкома КПСС.
В 1983—1985 — первый секретарь Пятигорского горкома КПСС
Делегат XXIV съезда КПСС.
Умер в 2013 году в Пятигорске.

## Награды
- Орден Ленина
- Орден Отечественной войны II степени (01.08.1986)
- Орден Трудового Красного Знамени (дважды)
- Орден Дружбы народов (26.06.1981)